# Tom Okker
Thomas Samuel Okker (Amsterdam, 22 febbraio 1944) è un ex tennista olandese.
Soprannominato L'olandese volante, fu capace di stazionare nei primi 10 della classifica per sette stagioni consecutive dal 1968 al 1974, raggiungendo la terza posizione del ranking il 2 marzo 1974 e aggiudicandosi 31 tornei. In carriera è stato anche numero uno al mondo di doppio, nel 1969.

## Biografia
Dopo essersi laureato campione olandese dal 1964 al 1968, Okker decide di passare al professionismo cogliendo il primo successo importante l'anno successivo nel torneo di doppio degli Internazionali d'Italia insieme a Marty Riessen. A livello di singolare nei tornei del Grande Slam la miglior prestazione arriva proprio nel 1968 agli US Open quando raggiunge la prima ed unica finale Slam della sua carriera dove viene sconfitto per 14–12 al quinto set dal padrone di casa Arthur Ashe. Negli altri tre, Roland Garros, Australian Open e Wimbledon, ottiene come massimo risultato sempre la semifinale raggiunta rispettivamente nel 1969, nel 1971 e nel 1978.
Dal passaggio al professionismo in poi Okker ha conquistato 31 titoli di singolare, ma viene principalmente ricordato per la sua carriera di doppista dove è stato capace di aggiudicarsi 68 trofei, record battuto solo nel 2005 da Todd Woodbridge, tra cui due tornei dello Slam: gli US Open nel 1976 insieme al solito Riessen e l'Open di Francia nel 1973 in coppia con John Newcombe. Altri successi di rilievo sono quelli conseguiti agli Internazionali d'Italia e al Queen's (insieme a Riessen) e all'Open di Spagna in coppia con Ilie Năstase nel 1973, all'Opel International del 1975 insieme ad Arthur Ashe e il Masters Grand Prix del 1978 insieme al polacco Wojciech Fibak.
Okker è stato uno dei primi tennisti professionisti ad oltrepassare il milione di dollari di vincite raggiungendo la cifra di 1257200 $ nel 1980, anno del suo ritiro.

## Statistiche

### Finali del Grande Slam (1)

#### Perse (1)
| Anno | Torneo  | Avversario in finale | Punteggio                 |
| 1968 | US Open | Arthur Ashe          | 3–6, 6–3, 3–6, 7–5, 12–14 |

### Finali era Open

#### Vittorie (22)
| Numero | Data | Torneo                            | Superficie       | Avversario          | Punteggio                |
| 1.     | 1969 | Roma, Italia                      | Terra rossa      | Bob Hewitt          | 10–8, 6–8, 6–1, 1–6, 6–0 |
| 2.     | 1969 | Monte Carlo, Principato di Monaco | Terra rossa      | John Newcombe       | 8–10, 6–1, 7–5, 6–3      |
| 3.     | 1969 | Open di Olanda, Paesi Bassi       | Cemento          | Tom Gorman          | 6–3, 4–6, 7–6            |
| 4.     | 1969 | Paris Indoor, Francia             | Sintetico indoor | Earl Butch Buchholz | 8–6, 6–2, 6–1            |
| 5.     | 1970 | Hilversum, Paesi Bassi            | Cemento          | Roger Taylor        | 4–6, 6–0, 6–1, 6–3       |
| 6.     | 1970 | Hamburg, Germany                  | Terra rossa      | Ilie Năstase        | 4–6, 6–3, 6–3, 6–4       |
| 7.     | 1971 | Louisville WCT, Stati Uniti       | Terra rossa      | Cliff Drysdale      | 3–6, 6–4, 6–1            |
| 8.     | 1971 | Quebec WCT, Canada                | Sintetico indoor | Rod Laver           | 6–3, 7–6, 6–7, 6–4       |
| 9.     | 1972 | Chicago WCT, Stati Uniti          | Sintetico indoor | Arthur Ashe         | 4–6, 6–2, 6–3            |
| 10.    | 1973 | Washington WCT, Stati Uniti       | Sintetico indoor | Arthur Ashe         | 6–3, 6–7, 7–6            |
| 11.    | 1973 | Hilversum, Paesi Bassi            | Terra rossa      | Andrés Gimeno       | 2–6, 6–4, 6–4, 6–7, 6–3  |
| 12.    | 1973 | Montreal, Canada                  | Terra rossa      | Manuel Orantes      | 6–3, 6–2, 6–1            |
| 13.    | 1973 | Seattle, Stati Uniti              | Sintetico indoor | John Alexander      | 7–5, 6–4                 |
| 14.    | 1973 | Chicago, Stati Uniti              | Sintetico indoor | John Newcombe       | 3–6, 7–6, 6–3            |
| 15.    | 1973 | Madrid, Spagna                    | Terra rossa      | Jaime Fillol        | 4–6, 6–3, 6–3, 7–5       |
| 16.    | 1973 | Londra, Regno Unito               | Sintetico indoor | Ilie Năstase        | 6–3, 6–4                 |
| 17.    | 1974 | Toronto WCT, Canada               | Sintetico indoor | Ilie Năstase        | 6–3, 6–4                 |
| 18.    | 1974 | Rotterdam, Paesi Bassi            | Sintetico indoor | Tom Gorman          | 4–6, 7–6, 6–1            |
| 19.    | 1975 | Nottingham, Regno Unito           | Erba             | Tony Roche          | 6–1, 3–6, 6–3            |
| 20.    | 1975 | Paris Indoor, Francia             | Cemento indoor   | Arthur Ashe         | 6–3, 2–6, 6–3, 3–6, 6–4  |
| 21.    | 1977 | Richmond WCT, Stati Uniti         | Sintetico indoor | Vitas Gerulaitis    | 3–6, 6–3, 6–4            |
| 22.    | 1979 | Tel Aviv, Israele                 | Cemento          | Per Hjertquist      | 6–4, 6–3                 |